# Захарово (Кичменгско-Городецкий район)
Захарово — деревня в Кичменгско-Городецком районе Вологодской области.
Входит в состав Городецкого сельского поселения (с 1 января 2006 года по 1 апреля 2013 года входила в Захаровское сельское поселение), с точки зрения административно-территориального деления — в Захаровский сельсовет.
Расстояние до районного центра Кичменгского Городка по автодороге составляет 18 км. Ближайшие населённые пункты — Токарево, Кичменьга, Ваганово, Глебово.
Население по данным переписи 2002 года — 28 человек (15 мужчин, 13 женщин). Всё население — русские.